# 4592 Alkissia
4592 Alkissia (1979 SQ11) là một tiểu hành tinh vành đai chính được phát hiện ngày 24 tháng 9 năm 1979 bởi Nikolai Chernykh ở Nauchnyj.